# MSC Magnifica
El MSC Magnifica es un crucero de la clase Musica operado por MSC Cruceros. Fue construido por STX Europe de Saint-Nazaire en Francia. La construcción de este buque se puso en marcha en enero de 2009, y fue completada en enero de 2010. Entró en servicio en marzo de 2010. El crucero está operando inicialmente en el Mediterráneo occidental.

## Diseño y construcción
El MSC Magnifica es la cuarta nave que fue construida de la clase Música. Su construcción tuvo un coste para la compañía de cruceros de 547 millones de dólares. Fue identificado con el número de casco T32 por el astillero durante la construcción. El número de identificación OMI 9387085, seguirá estando asociados a la nave durante toda su vida, incluso si cambia de nombre o empresa de explotación.
El MSC Magnifica pasó la prueba de flotación en su dique seco en una ceremonia de lanzamiento en enero de 2009. Tuvo un período de mar de 72 horas de prueba, que se completó con éxito el 17 de enero de 2010, a pesar del mal tiempo y vientos de 50 nudos (93 km/h). Un cambio de bandera (ceremonia necesaria) se llevó a cabo el 25 de febrero de 2010 en Saint-Nazaire, y el barco fue bautizado el 6 de marzo de 2010 en una ceremonia celebrada en Hamburgo. 

### Instalaciones
- 22.000 metros cuadrados de área de acceso público a través de 13 cubiertas.
- Teatro con capacidad para 1200 espectadores
- Tres piscinas, una de ellas cubierta, para poder utilizarla en cualquier estación del año.
- Cuatro restaurantes y un buffet.
- 17 bares y salones.
- Un spa de 1.160 metros y un gimnasio.
- Un cine en 4-D, una bolera y una sala de billar.

## Historia operacional
El 20 de marzo de 2010, el MSC Magnifica empezó a operar en cruceros de siete días en el Mediterráneo oriental, visitando los puertos de Italia, Grecia, Turquía y Croacia.
En el 2012, fue trasladado al norte de Europa. También ha cubierto circuitos en el mediterráneo y varias vueltas al mundo de cuatro meses de duración

## Renovación y alargamiento
El 10 de septiembre de 2019 se anunció que en abril de 2021 se realizaría una ampliación del casco una veintena de metros, pero la pandemia del coronavirus impidió la operación, siguiendo con las características iniciales de su clase. En octubre de 2025 entró en dique seco con objeto de realizar algunos cambios menores vinculados al spa y al gimnasio, reduciendo únicamente en unas decenas el número original de camarotes para reconvertirlas en suites "Aurea"

## Itinerario 2012
| Fiordos Noruegos | Mar Báltico     |
| ---------------- | --------------- |
| Copenhague       | Copenhague      |
| Kiel             | Kiel            |
| Navegación       | Navegación      |
| Flam             | Estocolmo       |
| Bergen           | Tallin          |
| Stavanger        | San Petersburgo |
| Oslo             | Navegación      |
| Copenhague       | Copenhague      |